# 林子善
林子善（英語：Jazz Lam Tsz Sin，1982年4月13日—），香港男演員及主持，現為無綫電視基本藝人合約藝員，在2023《萬千星輝頒獎典禮》憑《隱形戰隊》奪得「最佳男配角」獎。

## 簡歷
林子善從小在沙田及屯門兆禧苑安禧閣長大，父母在屯門經營大牌檔（此處有誤「大排檔」是一種市民街邊小吃，中文並無「大牌檔」這個詞），家有一名當警察的哥哥。他曾就讀香海蓮社兆禧苑幼稚園，後入讀已停辦的佛教黃筱煒紀念學校（1994年上午校）。他於16歲時曾參演周星馳主演的電影《喜劇之王》，飾演黑道中人「洪爺」一角，憑其獨特聲音演繹而為人認識；1998至2003年間曾為星輝海外有限公司旗下藝人。2005年，他跟5名生意夥伴各自投資逾萬元開設公司「STAR-06」，專門承辦夜場打碟和活動工作。
同年，林子善轉投無綫電視，但一直擔任配角，曾飾演過《奸人堅》的「金錢豹」、《學警狙擊》的黑社會小混混「劉國強（喇叭）」和《鐵馬尋橋》的「顧汝良」等角色。直至在2011年播出的劇集《怒火街頭》擔任要角，並憑此劇「米佐治」一角入圍《萬千星輝頒獎典禮2011》中「飛躍進步男藝員」及「最佳男配角」最後五強。2012年，他與友人合資七位數字在大坑浣紗街開設「龍鳳冰室」，並於2013年在灣仔春園街開設分店。2017年8月，他在劇集《同盟》中飾演「令家名（Anthony）」一角，為其參演無綫劇集以來首度飾演反派。
2019年12月，林子善透過社交網站發文，表示為了照顧妻女而選擇退出冰室；同年憑奇幻劇《金宵大廈》中「袁家冠（膠罐）」一角入圍《萬千星輝頒獎典禮2019》「最佳男配角」。此外，他近年成為無綫電視監製文偉鴻、葉鎮輝及黃偉聲的常用演員。2023年3月，他在劇集《隱形戰隊》飾演因傷截肢的警員「喬帶囡」，演出受到注目和讚賞，最終亦憑此角色獲得《萬千星輝頒獎典禮2023》「最佳男配角」獎。

## 感情生活
林子善於2011年5月20日與女友董佩欣（Kary）開始交往，2017年10月16日註冊結婚，2018年4月3日則於將軍澳皇冠假日酒店補辦喜宴。2019年12月29日凌晨，其妻順利分娩誕下一女，取名林以晴，乳名小乖乖。

## 演出作品

### 電視劇（無綫電視）
| 首播   | 劇名                     | 角色                 |
| 2005年 | 秀才遇著兵               | 鄧                   |
| 2007年 | 奸人堅                   | 金錢豹               |
| 2007年 | 兩妻時代                 | 細 膽                |
| 2008年 | 疑情別戀                 | 凌浩基               |
| 2009年 | 學警狙擊                 | 劉國強（喇叭）       |
| 2009年 | 大冬瓜                   | 灶 君                |
| 2010年 | 情人眼裏高一D            | 蔡卓嚴               |
| 2010年 | 老公萬歲                 | 華Dee                |
| 2010年 | 鐵馬尋橋                 | 顧汝良               |
| 2010年 | 談情說案                 | 徐國良               |
| 2010年 | 施公奇案II               | 諸葛良               |
| 2011年 | 花花世界花家姐           | 花偉聰               |
| 2011年 | 怒火街頭                 | 米佐治               |
| 2011年 | 九江十二坊               | 朱阿牛               |
| 2011年 | 荃加福祿壽探案           | 薯 仔                |
| 2012年 | 飛虎                     | 鄧福齊               |
| 2012年 | 怒火街頭2                | 米佐治               |
| 2012年 | 雷霆掃毒                 | 年有富               |
| 2013年 | My盛Lady                 | 畢奮強               |
| 2014年 | 點金勝手                 | 王英標（Tiger）      |
| 2014年 | 大藥坊                   | 洪 炳                |
| 2014年 | 老表，你好hea！          | 爆 樽                |
| 2014年 | 八卦神探                 | Michelle             |
| 2016年 | 末代御醫                 | 葛 根                |
| 2016年 | 殭                       | 金 堅（青年）        |
| 2016年 | 城寨英雄                 | 畢得了               |
| 2017年 | 乘勝狙擊                 | 丁 權                |
| 2017年 | 同盟                     | 令家名（Anthony）    |
| 2018年 | 果欄中的江湖大嫂         | 馮光輝               |
| 2018年 | 棟仁的時光               | 徐飛毅（飛蟻）       |
| 2019年 | 十二傳說                 | 潘得利（Dali）       |
| 2019年 | 金宵大廈                 | 袁家冠（膠罐）       |
| 2020年 | 使徒行者3                | 冰室老闆（結局彩蛋） |
| 2021年 | 大步走（myTV Gold 首播） | 錢 衛                |
| 2022年 | 金宵大廈2                | 畢得了／大帥哥       |
| 2022年 | 超能使者                 | 高 守                |
| 2023年 | 隱形戰隊                 | 喬帶囡（囡囡）       |
| 2025年 | 奪命提示                 | 劉 力                |

### 電視劇（亞洲電視）
| 首播   | 劇名     | 角色  |
| 2000年 | 影城大亨 | 董 偉 |

### 電視劇（香港電台電視部）
| 首播   | 劇名           | 角色   |
| 2000年 | 法門2000一裁決 | 方 志  |
| 2012年 | 毒海浮生       | 張添一 |

### 網絡劇（中國大陸）
| 首播   | 劇名       | 角色  |
| 2018年 | 苟且不偷生 | 小 黑 |

### 綜藝節目（無綫電視）
| 首播   | 節目名                   | 備註                                        |
| 2008年 | 鐵甲無敵獎門人           | 第14集嘉賓                                  |
| 2008年 | 名人飯堂                 | 第13集嘉賓                                  |
| 2009年 | 鐵甲無敵獎門人           | 第37集嘉賓                                  |
| 2009年 | My Name is 邦            | 11月18日嘉賓                                |
| 2010年 | 逐格鬥                   | 第3集嘉賓                                   |
| 2010年 | 今日VIP                  | 4月15日嘉賓                                 |
| 2010年 | 超級遊戲獎門人           | 第13集嘉賓                                  |
| 2010年 | 千奇百趣Summer Fun       | 第15、16集嘉賓                              |
| 2011年 | 變身男女Chok Chok Chok   | 第4集嘉賓                                   |
| 2011年 | 怒食街頭                 | 主持 （页面存档备份，存于）                 |
| 2011年 | 寵愛有家                 | 第13集嘉賓                                  |
| 2012年 | 千奇百趣東南亞           | 第5集嘉賓                                   |
| 2012年 | 兄弟幫                   | 第671、672集嘉賓                            |
| 2013年 | 超級無敵獎門人 終極篇    | 第15集嘉賓                                  |
| 2013年 | 千奇百趣玩FREE D         | 第24集嘉賓                                  |
| 2014年 | 兄弟幫                   | 第1255、1256集嘉賓                          |
| 2015年 | 明星愛廚房               | 第2集嘉賓                                   |
| 2016年 | 兄弟幫                   | 第1516、1517、1657、1658、1704、1709集 嘉賓 |
| 2016年 | 2017 TVB節目巡禮星光晚宴 | 嘉賓                                        |
| 2017年 | 保良善心全鳳獻           | 演出嘉賓                                    |
| 2018年 | 1+1的深情                | 第6集嘉賓                                   |
| 2018年 | 食好D 食平D              | 第28集街頭訪問嘉賓                          |
| 2019年 | 十二傳說大謎蹤           | 固定演出                                    |
| 2019年 | 流行經典50年             | 第3、21集嘉賓                               |
| 2020年 | 天天開運王               | 第19集嘉賓                                  |
| 2020年 | 我要做業主               | 第8集嘉賓                                   |
| 2021年 | 天天開運王               | 第二輯 第3集嘉賓                            |
| 2023年 | 爸知弊！你嚟湊吖！       | 第3、4集嘉賓                                |
| 2024年 | 一個好人                 | 主持                                        |

### 綜藝節目（港台電視31、31A）
| 首播   | 節目名   | 備註      |
| 2017年 | 街角有樂 | 第8集嘉賓 |

### 電影
| 首映   | 電影名                           | 角色              |
| 1999年 | 喜劇之王                         | 洪 爺             |
| 1999年 | 問米之生人勿近                   | 百樂仔            |
| 1999年 | 三五成群                         | 阿 必             |
| 1999年 | 四人幫之錢唔夠洗                 | 呂家祥            |
| 1999年 | 半支煙                           | 小流氓頭目        |
| 1999年 | 化骨龍與千年蟲                   | 電子龜            |
| 1999年 | 新家法                           | 泊車仔            |
| 1999年 | 山狗1999                         | 博 士             |
| 1999年 | 古惑仔激情篇之洪興大飛哥         | 善 仔             |
| 1999年 | 夜叉                             | 不良少年          |
| 2000年 | 借黑錢                           | 錢年松            |
| 2000年 | 江湖告急                         | JoJo 弟弟         |
| 2001年 | 少林足球                         | 流 氓             |
| 2001年 | 初戀拿喳麵                       | B-BOY             |
| 2001年 | 老夫子2001                       | 12138             |
| 2001年 | 絕世好B                          | 賊 人             |
| 2002年 | 我左眼見到鬼                     | 何麗珠繼兄弟      |
| 2003年 | 豪情                             | 細 馬             |
| 2004年 | 功夫                             | 小霸王            |
| 2004年 | 超索型警                         | 飛                |
| 2004年 | 這個阿爸真爆炸                   | AXE 成員          |
| 2006年 | 大丈夫2                          | 四仔店店員        |
| 2006年 | 臥虎                             | 肥 堅             |
| 2006年 | 打雀英雄傳                       | 小霸王            |
| 2007年 | 心想事成                         | 洪 爺             |
| 2007年 | 七擒七縱七色狼                   | 色魔強            |
| 2011年 | 猛男滾死隊                       | 山 雞             |
| 2011年 | 熱浪球愛戰                       | 阿 水             |
| 2013年 | 古惑仔：江湖新秩序               | 包達二（包皮）    |
| 2013年 | 古魯家族                         | 坦 克（粵語配音） |
| 2014年 | 榮譽至上                         | 孔 鵬             |
| 2014年 | 亂世護寶                         | 孔 鵬             |
| 2015年 | 迷城                             | 馬仔基            |
| 2016年 | 鴨王2                            | Dick              |
| 2018年 | 棟篤特工                         | 拖車司機          |
| 2019年 | 唐伯虎點秋香2019                 |                   |
| 2019年 | 新河東獅吼                       | 千面神君          |
| 2019年 | 真假鐵馬騮                       | 孔 鵬             |
| 2019年 | 少年當自強                       | 孔 鵬             |
| 2020年 | 追龍番外篇之十億探長（網絡電影） | 豬油仔            |
| 2021年 | 金錢帝國：追虎擒龍               | 许大天            |
| 2021年 | 古魯家族2                        | 坦 克（粵語配音） |
| 2021年 | 奇門密探（網絡電影）             | 海底撈            |
| 2023年 | 追龍番外篇之龍爭虎鬥（網絡電影） | 豬油仔            |
| 2023年 | 無間一戰                         | Diego             |
| 2023年 | 黑白潛行                         | 細狗              |
| 2025年 | 黑白潛行2（網絡電影）            |                   |

### 電台節目
- 2012年 - 結束年份不詳：DBC數碼大聲台《DJ ON AIR 陪你打爆機》 主持

### 廣告
- 合味道杯麵

## 其他
- 2016年1月14日：《「龍鳳冰室」揸fit人洪爺 玩轉茶餐廳術語》（《港股策略王》網上訪問）  （页面存档备份，存于）
- 2016年7月17日：「Cook in」名人訪談 - 林子善

## 曾獲獎項與提名
| 年份   | 獎項                                       | 結果     |
| 2011年 | 2011年萬千星輝頒獎典禮「飛躍進步男藝員」   | 提名     |
| 2011年 | 2011年萬千星輝頒獎典禮「最佳男配角」       | 最后五强 |
| 2012年 | 萬千星輝頒獎典禮2012「最佳男配角」         | 提名     |
| 2018年 | 萬千星輝頒獎典禮2018「最佳男配角」         | 提名     |
| 2019年 | 萬千星輝頒獎典禮2019「最佳男配角」         | 提名     |
| 2022年 | 萬千星輝頒獎典禮2022「最佳男配角」         | 最後十強 |
| 2022年 | 萬千星輝頒獎典禮2022「最受歡迎電視男角色」 | 提名     |
| 2023年 | 萬千星輝頒獎典禮2023「最佳男配角」         | 獲獎     |

## 外部連結
- 林子善的新浪微博 （繁體中文）
- 林子善的Facebook專頁
- 林子善的Instagram帳戶
- 林子善在香港影庫上的簡介